# Parbat District
Parbat District er et af Nepals 75 administrative og politiske regioner, betegnet distrikter (lokalt betegnet district, zilla, jilla el. जिल्ला). Parbat er et distrikt i bakkeområdet Middle Hills, som ligger i Dhawalagiri Zone i Western Development Region.
Parbat areal er 494 km² og der boede ved folketællingen 2001 i alt 157.826 og i 2007 176.292 i distriktet. Distriktets politiske organ District Development Committee er sammensat gennem indirekte valg, med repræsentation fra hver af de 9-17 administrative enheder ilakaer, hvert distrikt er opdelt i.
Parbat District er endvidere opdelt i 55 udviklingskommuner (lokalt navn: Gaun Bikas Samiti (G.B.S.) el. Village Development Committee (VDC)), hvoraf byer med over 10.000 indbyggere kategoriseres som købstæder (municipalities).
Parbat District er udviklingsmæssigt – gennem anvendelse af FN og UNDP's Human Development Index – kategoriseret som nr. 14 ud af Nepals 75 distrikter.

## Eksterne links
- Kort over Parbat District
- Parbat District sundhedsprofil – fra FN-Nepal (på engelsk) Arkiveret 30. september 2007 hos  Wayback Machine

28°12′00″N 83°43′00″Ø / 28.2°N 83.7167°Ø